# Seti II
Userjeperura Sethy, Sethy II o  Seti II, faraón perteneciente a la dinastía XIX de Egipto. Gobernó de c. 1200 a 1194 a. C. siendo su nombre de nacimiento Sethy Merenptah "Señor de Seth, amado de Ptah" y el nombre de coronación Userjeperura Setepenra "Poderosas son las manifestaciones de Ra, elegido de Ra".

## Biografía
Hijo del faraón Merenptah y de la Gran Esposa Real Isis-Nefert II, cuando murió su padre debía de ser ya de edad madura. En el momento de la sucesión Egipto estaba en una situación muy precaria, con las fronteras bien protegidas pero con gran inestabilidad interna, y fue el momento idóneo para un golpe de Estado que impidió que Sethy II, el heredero legítimo, asumiera el trono.
Se desconoce quién estaba detrás de esta maniobra política, en la que el príncipe Amenmeses, quizás el propio hijo de Sethy II, se convirtiera en faraón y rompiese los contactos con la familia real que habitaba en Pi-Ramsés. Es posible que detrás estuviesen los sacerdotes de Amón, pues Amenmeses se recluyó en Tebas y centró toda su acción en el sur del país, más retrasado que el norte.
Mientras, Sethy II tuvo que esperar su momento en la corte de Pi-Ramsés, incapaz de reaccionar contra el usurpador. Pudo haberse dado una guerra civil, pero no hay datos de ella, y probablemente no llegó a suceder debido precisamente a que los bandos estaban tan igualados y debilitados que una acción bélica habría sido el detonante de una invasión extranjera. Por tanto, en aquellos días tan extraños y de los que nos faltan datos, el legítimo rey se contentaría con sus dominios septentrionales y orquestaría una conspiración contra Amenmeses.
Amenmeses fue un monarca efímero; apenas estuvo tres años sobre un trono compartido, posiblemente, con su padre. Tras esto, Sethy II asumió el poder absoluto sobre todo el país y se dedicó a borrar la memoria del usurpador. Hay pocos vestigios históricos del segundo de los Sethy, quien, al contrario que el primero, fue un rey débil, y las escasas construcciones presuponen que Egipto sufría una carestía. El faraón no supo, o no pudo, enfrentarse a los sacerdotes de Amón, y se recluyó en Pi-Ramsés.
En sus seis años de reinado, Sethy II, estuvo siempre acompañado de excelentes colaboradores e influyentes consejeros, entre los que destacaban, el canciller Bay, y la propia gran esposa real, la reina Tausert. Estos dos personajes, que determinarían el final de la XIX Dinastía, serían los principales apoyos del monarca y los auténticos dueños del país.
Al morir Sethy II, quizás víctima de la edad, sería sucedido por el niño Siptah (tal vez hijo de Amenmeses, el usurpador) y posiblemente nieto suyo, enfermo de poliomielitis; la excusa perfecta para que Bay y Tausert asumieran la regencia. La dinastía que comenzó bien con Sethy I y llegó al culmen de su gloria en los primeros años de Ramsés II, se estaba desmoronando a gran velocidad.
Sethy II fue enterrado, como era tradición, en una tumba en el Valle de los Reyes, actualmente conocida como KV15, pero su momia fue puesta a salvo de los ladrones de tumbas durante la dinastía XXI en el escondrijo de la tumba de Amenhotep II (KV35), donde sería hallada a finales del siglo XIX.

## Testimonios de su época

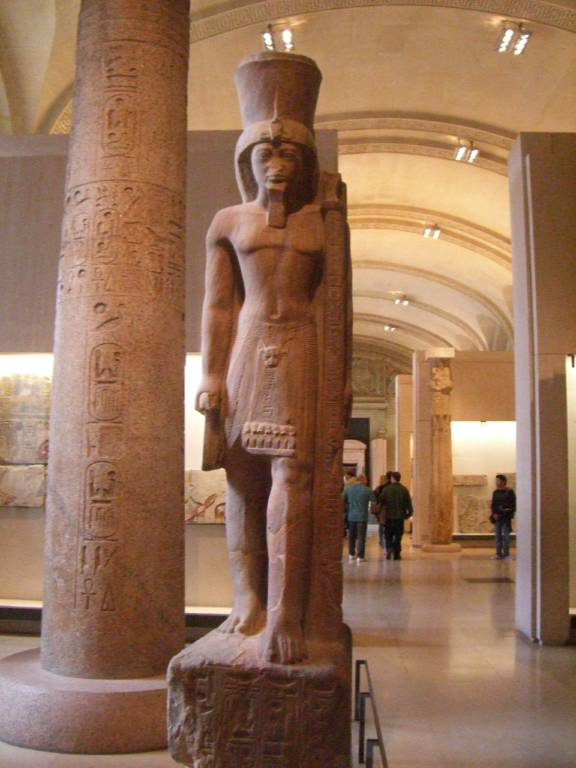
Estatua de Setti II, hallada en Karnak. Museo del Louvre.

Su nombre figura en numerosas inscripciones grabadas por todo Egipto:
- Inscripciones encontradas en Tanis, originalmente de Pi-Ramsés (Kitchen 1982c: 243-244)
- Inscripciones de Atribis (Kitchen 1982c: 244-245)
- Inscripciones de Heliópolis (Kitchen 1982c: 246)
- Inscripción en Serabit el-Jadim (Sinaí) (Kitchen 1982c: 242-243)
- Inscripciones en el pilono del templo en Hermópolis (Kitchen 1982c: 247-250)
- Diversas inscripciones y una capilla en Karnak (Kitchen 1982c: 250-268)
- Inscripciones en el templo en Luxor (Kitchen 1982c: 268-271)
- Estela en Amada (Kitchen 1982c: 274)
- Mencionado en inscripciones en una roca cerca de Asuán y Sehel (de Morgan 1894:28.6 - junto con el canciller Ba - 97.170)

## Titulatura
| Titulatura | Jeroglífico | Transliteración (transcripción) - traducción - (referencias) |

| G5 |

| G5 |

| E2 · D40 | G36 · r | F9 · F9 | D43 |

| E2 · D40 | G36 · r | F9 · F9 | D43 |

| E2 · D40 | G36 · r | F9 · F9 | D43 |

| E2 · D40 | G36 · r | F9 · F9 | D43 |

| G5 |

| G5 |

| E2 · D40 | G36 · r | F9 · F9 | D43 |

| E2 · D40 | G36 · r | F9 · F9 | D43 |

| E2 · D40 | G36 · r | F9 · F9 | D43 |

| E2 · D40 | G36 · r | F9 · F9 | D43 |

| G16 |

| G16 |

| n · M3 | Aa1 · t | D43 · F23 | D46 · r | D43 · T10 · t | Z3 | Z3 | Z3 |

| n · M3 | Aa1 · t | D43 · F23 | D46 · r | D43 · T10 · t | Z3 | Z3 | Z3 |

| G16 |

| G16 |

| n · M3 | Aa1 · t | D43 · F23 | D46 · r | D43 · T10 · t | Z3 | Z3 | Z3 |

| n · M3 | Aa1 · t | D43 · F23 | D46 · r | D43 · T10 · t | Z3 | Z3 | Z3 |

| G8 |

| G8 |

| O29 · H4 · Z2ss | m | N16 · N16 · N16 | nb · Z2s |

| O29 · H4 · Z2ss | m | N16 · N16 · N16 | nb · Z2s |

| G8 |

| G8 |

| O29 · H4 · Z2ss | m | N16 · N16 · N16 | nb · Z2s |

| O29 · H4 · Z2ss | m | N16 · N16 · N16 | nb · Z2s |

| N5 | F12 | L1 | Z3 | N5 | U21 · n |

| N5 | F12 | L1 | Z3 | N5 | U21 · n |

| N5 | F12 | L1 | Z3 | N5 | U21 · n |

| N5 | F12 | L1 | Z3 | N5 | U21 · n |

| N5 | F12 | L1 | Z3 | N5 | U21 · n |

| N5 | F12 | L1 | Z3 | N5 | U21 · n |

| N5 | F12 | L1 | Z3 | N5 | U21 · n |

| N5 | F12 | L1 | Z3 | N5 | U21 · n |

| N5 | F12 | L1 | Z3 | N5 | U21 · n |

| N5 | F12 | L1 | Z3 | N5 | U21 · n |

| N5 | F12 | L1 | Z3 | N5 | U21 · n |

| N5 | F12 | L1 | Z3 | N5 | U21 · n |

| N5 | F12 | L1 | Z3 | N5 | U21 · n |

| N5 | F12 | L1 | Z3 | N5 | U21 · n |

| N5 | F12 | L1 | Z3 | N5 | U21 · n |

| N5 | F12 | L1 | Z3 | N5 | U21 · n |

| p · t | V28 | C7 | U7 · n | i | i |

| p · t | V28 | C7 | U7 · n | i | i |

| p · t | V28 | C7 | U7 · n | i | i |

| p · t | V28 | C7 | U7 · n | i | i |

| p · t | V28 | C7 | U7 · n | i | i |

| p · t | V28 | C7 | U7 · n | i | i |

| p · t | V28 | C7 | U7 · n | i | i |

| p · t | V28 | C7 | U7 · n | i | i |

| p · t | V28 | C7 | U7 · n | i | i |

| p · t | V28 | C7 | U7 · n | i | i |

| p · t | V28 | C7 | U7 · n | i | i |

| p · t | V28 | C7 | U7 · n | i | i |

| p · t | V28 | C7 | U7 · n | i | i |

| p · t | V28 | C7 | U7 · n | i | i |

| p · t | V28 | C7 | U7 · n | i | i |

| p · t | V28 | C7 | U7 · n | i | i |